# Караозек (Жетисайський район)
Караозе́к (каз. Қараөзек) — село у складі Жетисайського району Туркестанської області Казахстану. Входить до складу Каракайського сільського округу.
Населення — 1617 осіб (2021; 1690 у 2009, 2396 у 1999, 1235 у 1989).